# Kerk van Offingawier
De kerk van Offingawier is een kerkgebouw in Offingawier, gemeente Súdwest-Fryslân, in de Nederlandse provincie Friesland.

## Beschrijving
De zaalkerk met houten geveltoren uit de 19e eeuw werd in 1882 naar plannen van Albert Breunissen Troost in eclectische vormen ommetseld. De originele Nicolaaskerk is gebouwd in 1335 en is nog deels aanwezig binnen de omgemetselde muur. De huidige luidklok uit 1948 van klokkengieterij Van Bergen is een vervanging van een door de Duitse bezetter gevorderde luidklok uit 1637. Het orgel uit 1908 is gemaakt door Bakker & Timmenga.

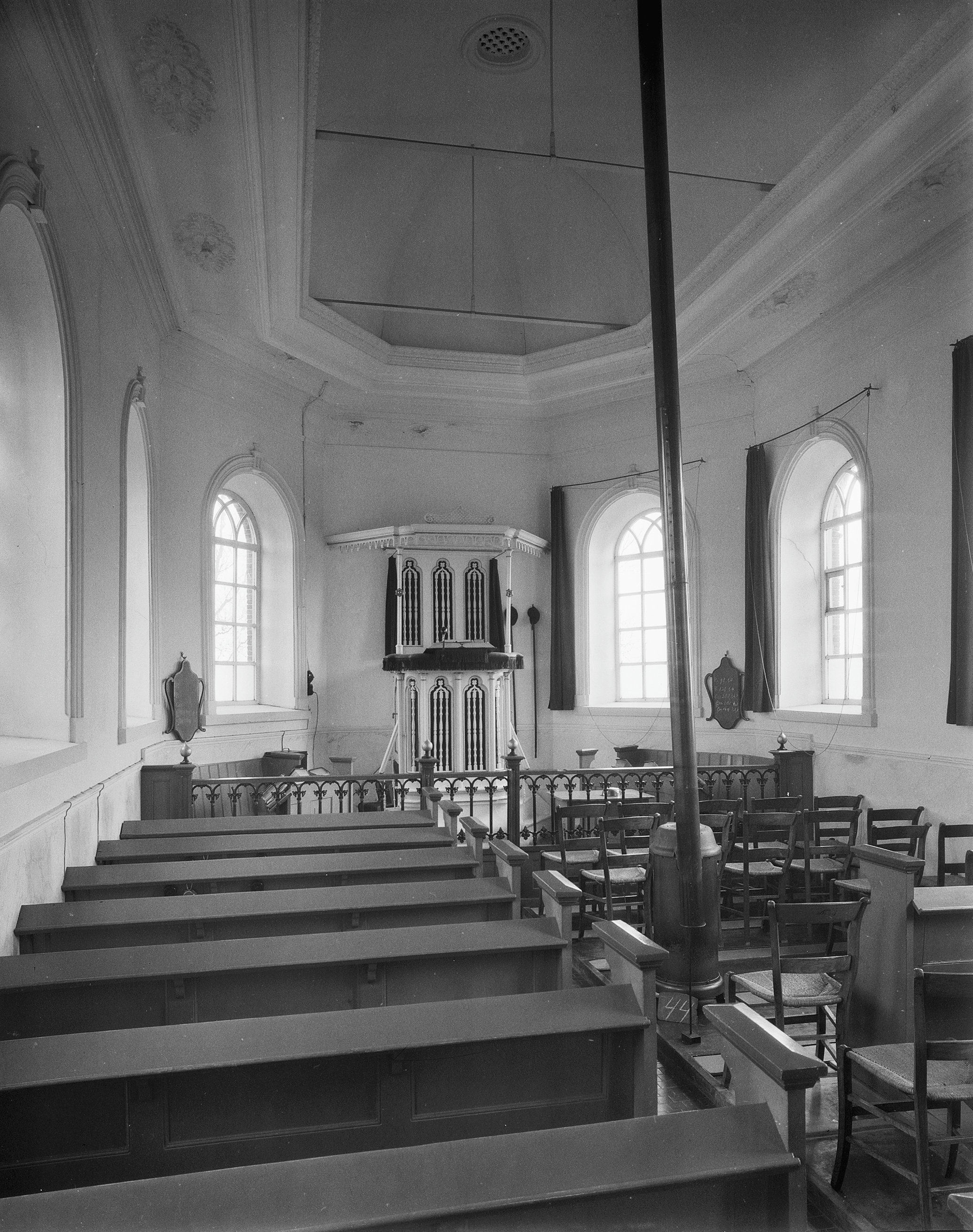
Interieur met preekstoel
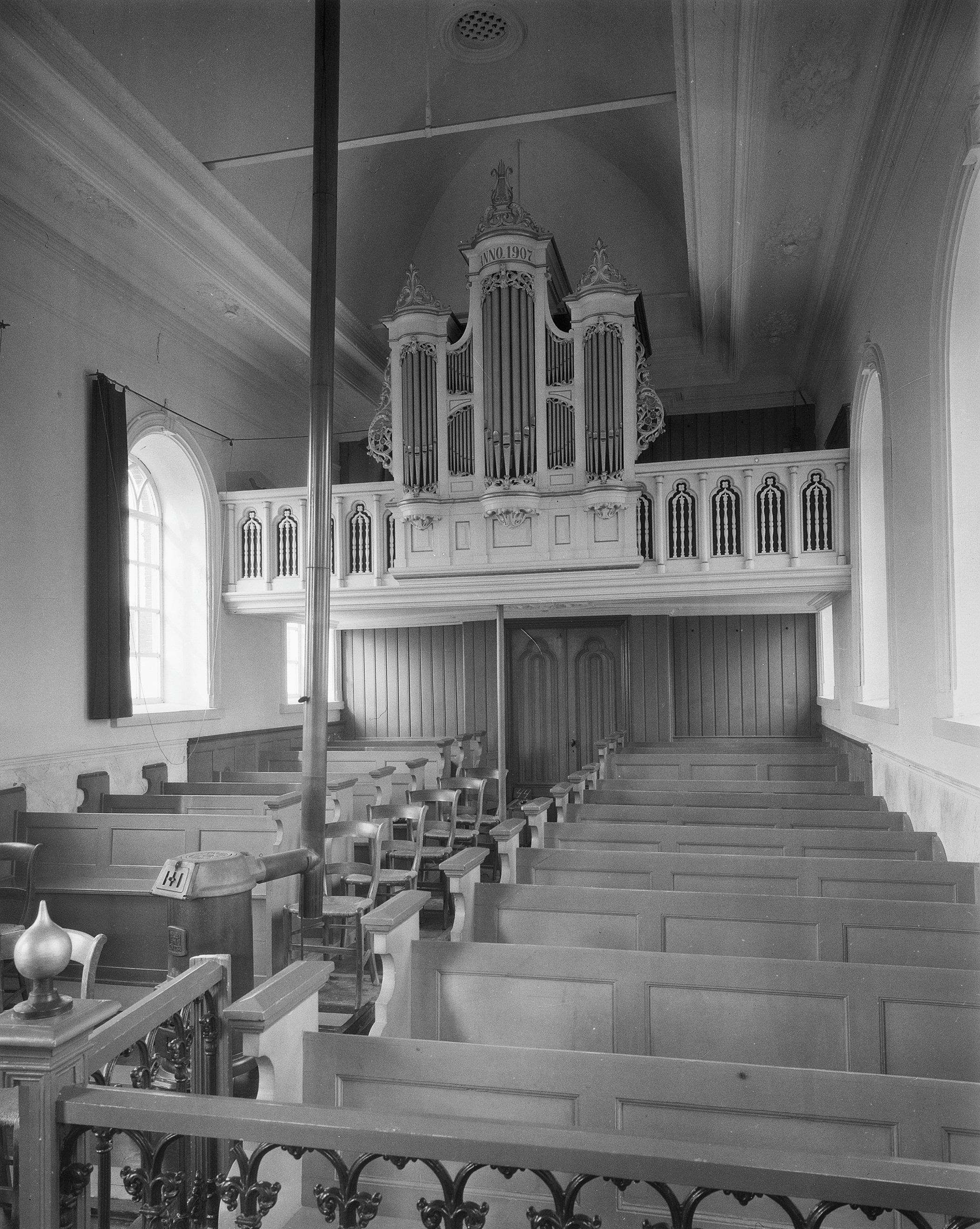
Interieur met orgel (1959)